# Doble enllaç
Un doble enllaç en química és un enllaç químic entre dos elements químics que impliquen quatre enllaços d'electrons en lloc dels dos usuals en els enllaços simples. El doble enllaç més comú es troba en els alquens. Hi ha molts tipus de doble enllaç. En la fórmula desenvolupada el doble enllaç es dibuixa com dues línies paral·leles (=) entre els dos àtoms connectats.
Els dobles enllaços són més forts que els enllaços simples covalents i també són més curts. L'ordre d'enllaç és dos. Els dobles enllaços són reactius.
| Fórmula estructural de l'etilè            | Fórmula estructural de l'acetona | Fórmula estructural del dimetilsulfòxid |
| etilè                                     | acetona                          | dimetilsulfòxid                         |
| Compostos químics comuns amb doble enllaç |                                  |                                         |

## El doble enllaç en compostos orgànics
En química orgànica el doble enllaç i el triple enllaç s'anomenen insaturacions.
Els dobles enllaços entre dos àtoms de carboni d'una molècula orgànica formada per un enllaç σ i un enllaç π, als quals s'associa energia d'enllaç diferent, per la qual cosa l'obertura del doble enllaç es fa sempre trencant l'enllaç menys fort, que és l'enllaç π.

## Tipus de doble enllaç entre àtoms
|   | C     | O             | N              | S                                               |
| - | ----- | ------------- | -------------- | ----------------------------------------------- |
| C | alquè | grup carbonil | imina          | tiocetona, tial                                 |
| O |       | dioxigen      | compost nitrós | sulfòxid, sulfona, àcid sulfínic, àcid sulfònic |
| N |       |               | compost azo    |                                                 |
| S |       |               |                | disulfur                                        |